# 埃勒布尔区
埃勒布爾區是索馬利亞的一個區，位於該國中部的加勒古杜德州，首府為埃勒布爾。

## 外部鏈結
- 埃勒布爾在Google地圖上的位置